# Mafaijijo
Mafaijijo is een plaats en commune in het westen van Madagaskar, behorend tot het district Maintirano, dat gelegen is in de regio Melaky. Tijdens een volkstelling in 2001 telde de plaats 4.500 inwoners.
De plaats biedt enkel lager onderwijs aan. 40 % van de bevolking werkt als landbouwer en 60 % houdt zich bezig met veeteelt. Het belangrijkste landbouwproduct is suikerriet; andere belangrijke producten zijn bananen, mais en tomaten.